# Plaza de San Lorenzo (Segovia)
La plaza de San Lorenzo es un espacio público de la ciudad española de Segovia, centro neurálgico del barrio homónimo.

## Descripción
La plaza se encuentra encerrada por la calle de Antonio Coronel y la del Cardenal Zúñiga, y se llega a ella también por la de los Vargas, la de la Iglesia y la del Puente de San Lorenzo. Debe su título a la iglesia del mismo nombre que se alza en el centro del espacio. Aparece descrita en Las calles de Segovia (1918) de Mariano Sáez y Romero con las siguientes palabras:

San Lorenzo (Plazuela de).—Está comprendida entre las calles de Antonio Coronel y del Cardenal Zúñiga. La iglesia de San Lorenzo que se alza en esta plazuela, es una hermosa traza del arte románico, con una torre de ladrillo y aumentando en sus cuatro cuerpos el número de sus ventanas. Tiene un bonito pórtico restaurado en 1900 por el Obispo Quesada, que desde la puerta principal en herradura sigue al lado derecho de ésta, y sus capiteles presentan fecundas figuritas de animales, hojas, enlaces y labores en los canecillos y huecos del alero. Son tres sus ábsides, muy notable el central. En el interior su nave es alargada, conservando la capilla central mayor su redondez. Hay un retablo de la Piedad, de fecha 1538, con las figuras de los fundadores Diego y Francisco Sanz y sus mujeres. El barrio de San Lorenzo está separado de la aglomeración de casas de la ciudad, y poblado en su mayor parte por hortelanos y molineros. Las casas o son grandes fábricas y almacenes en harinas o viviendas modestas en agradable contraste. En la plazuela hay alguna casa, con saliente los pisos superiores, del nivel que tienen las fachadas desde el suelo.
(Sáez y Romero, 1918, p. 165)